# واين رادفورد
واين رادفورد (بالإنجليزية: Wayne Radford)‏ مواليد 29 مايو 1956 في إنديانابوليس، هو لاعب كرة سلة أمريكي سابق. بدأ مسيرته الاحترافية في سنة 1978. تم اختياره من قبل فريق إنديانا بايسرز خلال الدرافت. حمل الرقم 21. بلغ طوله 6 قدم 3 بوصة (1.9 م). اعتزل اللعب في 1979.

## روابط خارجية
- واين رادفورد على موقع إن بي أي (الإنجليزية)
- واين رادفورد على موقع سبورتس رفرنس (الإنجليزية)
- واين رادفورد على موقع كلية كرة السلة في سبورتس رفرنس.كوم (الإنجليزية)
- واين رادفورد على موقع ريلجم (الإنجليزية)
- واين رادفورد على موقع بروبوليرز (الإنجليزية)